# フランシス・ロッド (第2代レネル男爵)

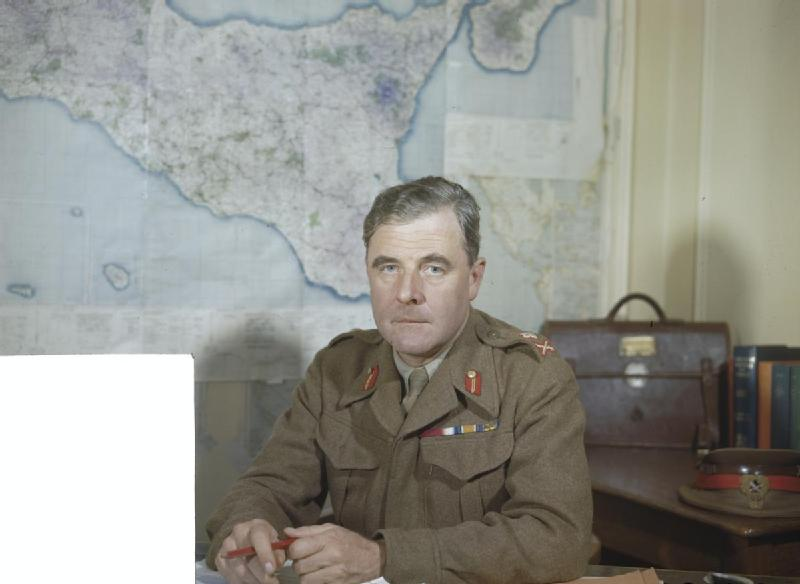
1943年、シチリア連合軍軍政府将校だったころのロッド。

第2代レネル男爵フランシス・ジェームズ・レネル・ロッド少将（Major General Francis James Rennell Rodd, 2nd Baron Rennell, KBE CB JP、1895年10月25日 - 1978年3月15日）は、外交官であった初代レネル男爵ジェームズ・レネル・ロッド (James Rennell Rodd, 1st Baron Rennell) の次男で、成人した男子の中では最年長であった。

## 軍歴
第一次世界大戦中、ロッドは砲兵隊で軍務に就いたが、4カ国語を自在に操れたことから、フランス、イタリア、北アフリカ、エジプト、シリアで、情報士官としても活動した。
その後、1922年と1927年の2回にわたって、サハラ砂漠中央部への大規模な探険を行ない、その知見をトゥアレグ族についての著書『People of the Veil』にまとめた。王立地理学会は、1929年に、この探険の業績に対し金メダル（創立者メダル）を授与した。
1939年、ロッドはイギリス陸軍に再招集され、シチリアの連合軍軍政府の将校として民政長官を務め、少将に昇進して、中東司令部、東アフリカ司令部、イタリア司令部で民政部門を担った。戦後、ロッドは軍を離れ、民間の職に就いた。

## 家族
1928年8月3日、ロッドは、初代ビセスター男爵ヴィヴィアン・ヒュー・スミス (Vivian Hugh Smith, 1st Baron Bicester) の娘、ジ・オナラブル・メアリ・コンスタンス・ヴィヴィアン・スミス (The Hon. Mary Constance Vivian Smith) と結婚した。夫妻の間には、4人の娘が生まれた。
- ジョアンナ・フィービー・ロッド（Hon. Joanna Phoebe Rodd、1929年 - 2016年）- ルヌッソン・ドートヴィル伯爵ジェラール (Comte Gerard de Renusson d'Hauteville)と結婚
- ジュリエット・オナー・ロッド（Hon. Juliet Honor Rodd、1930年 - ?）- ブライアン・ブーブヤー (Brian Boobbyer) と結婚
- メアリ・エリザベス・ジル・ロッド（Hon. Mary Elizabeth Jill Rodd、1932年 - 2020年）- マイケル・ダン（Michael Dunne、1928年 - ）と結婚、クリストファー・ブリッジズ・ダニエル (Christopher Bridges Daniell) と再婚
- レイチェル・ジョージアナ・ロッド（Hon. Rachel Georgiana Rodd、1935年 - ?）- リチャード・ダグラス・ブライス (Richard Douglas Blythe)と結婚

## 民間人として
ロッドは1945年から1948年まで、王立地理学会会長を務め、1954年から1965年には、英国海外航空 (BOAC) の役員となった。
1941年7月26日、父が死去したことにより、ロッドは第2代レネル男爵となったが、彼自身には男子がなかったため、1978年に当人が死去した後、男爵位は甥のトレメイン・ロッド (Tremayne Rodd, 3rd Baron Rennell) が相続した。

## 著書
- General William Eaton;: The Failure of an Idea (Minton, Balch and company; First Edition (1932)
- People of the veil. Being an account of the habits, organisation and history of the wandering Tuareg tribes which inhabit the mountains of Air or Asben in the Central Sahara, London, MacMillan & Co., 1926 (repr. Oosterhout, N.B., Anthropological Publications, 1966)
- British Military Administration of Occupied Territories in Africa during the Years 1941-1947, (Greenwood Press 30 Oct 1970)